# Martin Tschurer
Martin Georg René Tschurer (* 17. Februar 1970 in Düsseldorf) ist ein deutscher Footballtrainer und ehemaliger -spieler.

## Laufbahn
Tschurer spielte als Jugendlicher ab 1982 bei den Düsseldorf Panthern und gewann mehrmals die deutsche Jugendmeisterschaft (1985, 1986, 1987, 1988, 1991). Ab 1989 spielte er zusätzlich im Herrenbereich. 1990 stand er in Diensten der Düsseldorf Pumas und anschließend in den Jahren 1991 und 1992 wieder bei den Panthern. 1992 wurde er mit Düsseldorf deutscher Meister.
Tschurer widmete sich früh der Trainertätigkeit: Nachdem er bereits zu Spielerzeiten im Jugendbereich Mannschaften anleitete, gehörte er ab 1992 zum Trainerstab der Herren der Düsseldorf Panther. Zunächst betreute er die Spieler auf der Quarterback-Position und wurde dann für die Koordinierung des Angriffsspiels der Panther zuständig, später war er Düsseldorfer Cheftrainer. In seine Zeit als Mitglied des Trainerstabs der Panther fielen die deutschen Meistertitel 1994 und 1995 sowie der Gewinn des Eurobowls 1995.
Er verließ Düsseldorf in Anschluss an die Saison 2001 und war fortan von 2002 bis 2007 Trainer der Troisdorf Jets. Dort übte er die Tätigkeit des Angriffskoordinators aus. Er arbeitete bis 2007 in Troisdorf, zwischen 2009 und 2011 war er Trainer bei den Mönchengladbach Mavericks, dann ab 2012 im Nachwuchsbereich der Düsseldorf Panther. Im Sommer 2014 beendete Tschurer seine Trainerlaufbahn, blieb dem Footballsport aber verbunden, indem er seine Dienste als Ausbilder von Quarterbacks anbot sowie weiterhin als Schiedsrichter Spiele leitete war.
Er gehörte ebenfalls zum Stab der deutschen Nationalmannschaft und zeichnete dort zwischen 1997 und 2008 für die Betreuung der Quarterbacks zuständig. Tschurer trug auf diese Weise zum Europameistertitel 2001, dem Gewinn der World Games 2005, den EM-Silbermedaillen 2000 und 2005 sowie den dritten Plätzen bei den Weltmeisterschaften 2003 und 2007 bei.